# Venusia aphrodite
Venusia aphrodite là một loài bướm đêm trong họ Geometridae.